# Tuija Töyräs
Tuija Helena Töyräs, född 6 september 1962, är en finländsk skådespelare, dramatiker och regissör. Hon har skrivit bland annat 'Omaksi kuvakseen'- pjäsen av poeten Pentti Saarikoski. Pjäsen publicerades i bokform 2004.